# Centro de Control de Tránsito Aéreo de Canarias
El Centro de Control de Tránsito Aéreo de Canarias tiene su sede en el Aeropuerto de Gran Canaria. El espacio aéreo español, tanto el de soberanía como el otorgado a España por acuerdos internacionales, está dividido en tres regiones de información de vuelo (FIR): Madrid, Barcelona y Canarias. Cada una alberga un centro de control de tránsito aéreo (ACC) y la sede de las direcciones regionales de Enaire. Desde estos centros de control estratégicos, Enaire garantiza la seguridad y la permanente gestión del tráfico aéreo con orden y fluidez. Sevilla y Palma de Mallorca albergan sendos centros de control que trabajan por delegación de Madrid y Barcelona respectivamente.
La Dirección Regional Canaria de Enaire gestiona los servicios de tráfico aéreo en un área geográfica, aproximadamente, de un millón y medio de kilómetros cuadrados; la mayoría de ellos son superficies oceánicas, donde se encuadran el archipiélago canario y el Sahara Occidental.
El Área de Control Terminal de Canarias también gestiona el tránsito aéreo de los ocho aeropuertos de Canarias (Tenerife Norte, Tenerife Sur, Gran Canaria, La Gomera, El Hierro, Fuerteventura, Lanzarote y La Palma). La principal característica de la región es que es la puerta, en cuanto a tráfico aéreo, hacia Latinoamérica del tránsito entre Europa y América, que supone el 11% del total que controla la región canaria, aunque casi la totalidad, un 60%, es originado por las entradas y salidas hacia Europa a través de las islas y el porcentaje restante en el tránsito interinsular.
Dentro de este ACC, se encuentra la posición de gestión de afluencia (FMP) que, en contacto continuo con el centro de proceso de datos y unidad central de gestión de afluencia (CFMU) de Bruselas, se encarga de coordinar el flujo de tránsito de llegadas y salidas de Canarias. De esta manera, no se satura la capacidad de los diferentes sectores y ayuda al mantenimiento de un flujo seguro y ordenado del tránsito aéreo.
Recientemente el Centro de Control de Tránsito Aéreo de Canarias, se ha dotado de un sistema de vigilancia automática ADS-C/CPDLC (vigilancia dependiente automática/comunicación automática de datos), por lo que España, junto a Brasil, se convierte en el primer país del corredor en aplicar esta nueva tecnología. Asimismo, Enaire ha actualizado en este centro de control de tráfico aéreo la versión del sistema SACTA de gestión de vuelos.